# 1-я дивизия лёгкой кавалерии (Франция)
1-я дивизия лёгкой кавалерии (фр. 1re division de cavalerie légère) — кавалерийская дивизия Франции периода наполеоновских войн.

## История дивизии
24 июня 1812 года дивизия перешла р. Неман у Понемуня (в районе Ковно) и 28 июня первой вступила в Вильно. При наступлении до Смоленска действовала в авангарде короля Мюрата. Часть 15-й бригады 5 июля имела удачное дело с русской конницей при Козянах. 25 июля дивизия участвовала в бою при Островно, 26 июля сражалась при д. Какувячино (в этом бою был тяжело ранен генерал Немоевский), 27 июля – на р. Лучеса под Витебском (там сильно пострадал 16-й конноегерский полк, первым перешедший Лучесу и опрокинутый обратно лейб-казаками и батальоном Сумского гусарского полка). 16-17 августа она участвовала в Смоленском сражении, 19 августа – в сражении при Валутиной Горе. При дальнейшем наступлении дивизия двигалась в авангарде. 5 сентября в Шевардинском бою дивизия действовала в 1-м эшелоне своего корпуса. Вечером два её передовых полка были опрокинуты русской конницей, которую, в свою очередь, отбросила подоспевшая бригада генерала Русселя д’Юрбаля. Утром 7 сентября дивизия в голове своего корпуса двинулась к Семёновским флешам (вслед за 5-й и 4-й пехотными дивизиями) и около 9 часов вступила в бой с русской конницей, опрокинувшей лёгкую кавалерию 1-го и 3-го армейских корпусов. 6-й и 8-й польские уланские полки отбили у русских кирасир захваченные ими ранее 6 орудий. Около 12 часов дивизия выдвинулась к Семёновскому ручью, часть её позже совершила неудачную атаку на русскую гвардейскую пехоту, стоявшую южнее д. Семёновское. Затем в течение нескольких часов полки дивизии простояли на левом берегу ручья под сильным огнём русской артиллерии. В этот период контуженного генерала Брюйера сменил генерал Жакино. Около 18 часов 15-я бригада провела ещё одну атаку через Семёновский овраг, но также без успеха. С 8 сентября дивизия наступала к Москве в составе авангарда Мюрата и участвовала в боях под Можайском и при Крымском. После занятия Москвы 17 сентября дивизия выступила по Рязанской дороге, дошла до Бронниц, затем совершила марш на Старую Калужскую дорогу, 4 октября участвовала в бою при Спас-Купле. Офицеры и солдаты, оставшиеся без лошадей, вошли в состав бригады спешенной кавалерии генерала Шарьера. Во время стоянки в районе Винково дивизия потеряла много лошадей, павших от бескормицы. К Тарутинскому сражению в строю оставалось около 400 всадников. С 26 октября дивизия находилась в арьергарде и участвовала в сражении под Вязьмой. 13 ноября бо́льшая часть всадников дивизии составила 1-й полк-пикет сводной Лёгкой кавалерийской дивизии в корпусе-пикете генерала Латур-Мобура. Генерал Пире стал командиром 1-й бригады этой дивизии, а из прежних 3-й, 4-й и 15-й бригад были сформированы три эскадрона. 1-й полк-пикет участвовал в сражении при Красном. 24 ноября в Бобре все конные офицеры, оставшиеся без должности, вошли в состав 1-й роты полка Почётной гвардии («Священного эскадрона»), сформированного под командованием генерала Груши. Командир дивизии генерал Жакино стал лейтенантом этой роты, генерал Пире – аджюданом, генерал Руссель д’Юрбаль – старшим вахмистром. 28 ноября «Священный эскадрон» переправился через р. Березина и 8 декабря был расформирован. Остатки корпуса-пикета генерала Латур-Мобура распущены в Ковно 11 декабря.

## Командование дивизии

### Командиры дивизии
- дивизионный генерал Жан-Пьер Брюйер (8 апреля 1811 – 23 мая 1813)
- дивизионный генерал Жювеналь Корбино (23 мая – 3 сентября 1813)
- дивизионный генерал Сигизмон-Фредерик де Беркейм (3 сентября – 24 декабря 1813)
- дивизионный генерал Кристоф Мерлен (19 февраля – 11 апреля 1814)

### Начальники штаба дивизии
- полковник штаба Жозеф Тавернье (1811 — 23 ноября 1812)

## Подчинение
- Армия Германии (8 апреля 1811 года);
- Эльбский обсервационный корпус (19 апреля 1811 года);
- 1-й кавалерийский корпус Великой Армии (15 февраля 1812 года).

## Организация дивизии
На 1 июля 1812 года:
- 3-я бригада (командир – бригадный генерал Шарль-Клод Жакино)
  - 7-й гусарский полк (командир – полковник Гийом Эльнер)
  - 9-й шеволежерский полк (командир – полковник Мартен Гобрект)
- 4-я бригада (командир – бригадный генерал Ипполит Пире)
  - 8-й гусарский полк (командир – полковник Жан Домон)
  - 16-й конноегерский полк (командир – полковник Жан-Батист Люилье)
- 15-я бригада (командир – бригадный генерал Юзеф Немоевский)
  - 6-й польский уланский полк (командир – полковник Михал Понговский)
  - 8-й польский уланский полк (командир – полковник Доминик Радзивил)
  - прусский сводный гусарский полк № 2 (командир – майор фон Цитен)
    - Всего: 28 эскадронов, 5600 человек, 6 орудий, свыше 6000 лошадей.

На 16 октября 1813 года:
- 1-я бригада (командир – бригадный генерал Шарль дю Коэтлоке)
  - 6-й гусарский полк (командир – полковник Жозеф Кариньян)
  - 7-й гусарский полк (командир – полковник Гийом Эльнер)
  - 8-й гусарский полк
- 2-я бригада (командир – бригадный генерал Эме Пельтье)
  - 1-й шеволежерский полк
  - 3-й шеволежерский полк (командир – полковник Шарль Атри)
  - 16-й конноегерский полк (командир – полковник Антуан Латур-Фуассак)
- 3-я бригада (командир – бригадный генерал Сириль Пике)
  - 5-й шеволежерский полк (командир – полковник Франсуа Шабер)
  - 8-й шеволежерский полк (командир – полковник Томаш Любенски)
  - итальянский 1-й конноегерский полк (командир – полковник Гаспаринетти)
    - Всего: 22 эскадрона, 1850 человек, 6 орудий

На 1 февраля 1814 года:
- 1-я бригада (командир – бригадный генерал Пьер Ватье)
  - 6-й гусарский полк (командир – полковник Жозеф Кариньян)
  - 7-й гусарский полк
  - 8-й гусарский полк
  - 1-й шеволежерский полк
  - 3-й шеволежерский полк
  - 5-й шеволежерский полк
  - 7-й шеволежерский полк
  - 8-й шеволежерский полк
- 2-я бригада (командир – бригадный генерал Клод Гюйон)
  - 1-й конноегерский полк
  - 2-й конноегерский полк
  - 3-й конноегерский полк
  - 6-й конноегерский полк
  - 8-й конноегерский полк
  - 9-й конноегерский полк
  - 16-й конноегерский полк
  - 25-й конноегерский полк